# 12064 Guiraudon
12064 Guiraudon (1998 FZ15) là một tiểu hành tinh vành đai chính được phát hiện ngày 28 tháng 3 năm 1998 bởi Khảo sát tiểu hành tinh OCA-DLR ở Caussols.